# Mar Arabico
Il Mar Arabico (arabo: بحر العرب,  traslitterato Bahr al-'Arab; persiano: دریای عرب, Daryā-ye ‘Arab; latino: Mare Erythraeum) è la sezione nord-occidentale dell'Oceano Indiano, stretto tra la penisola arabica a ovest, il corno d'Africa a sud-ovest, il sub-continente indiano ad est e la costa asiatica a nord (Iran e Pakistan).

## Storia

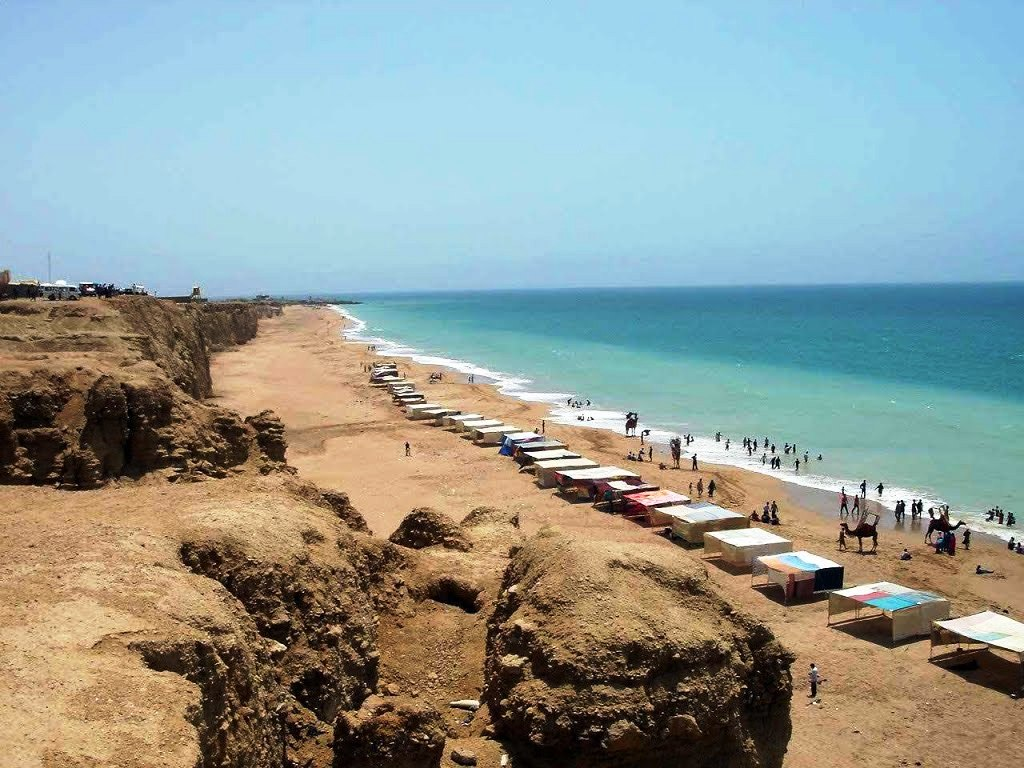
Spiaggia vicino a Karachi

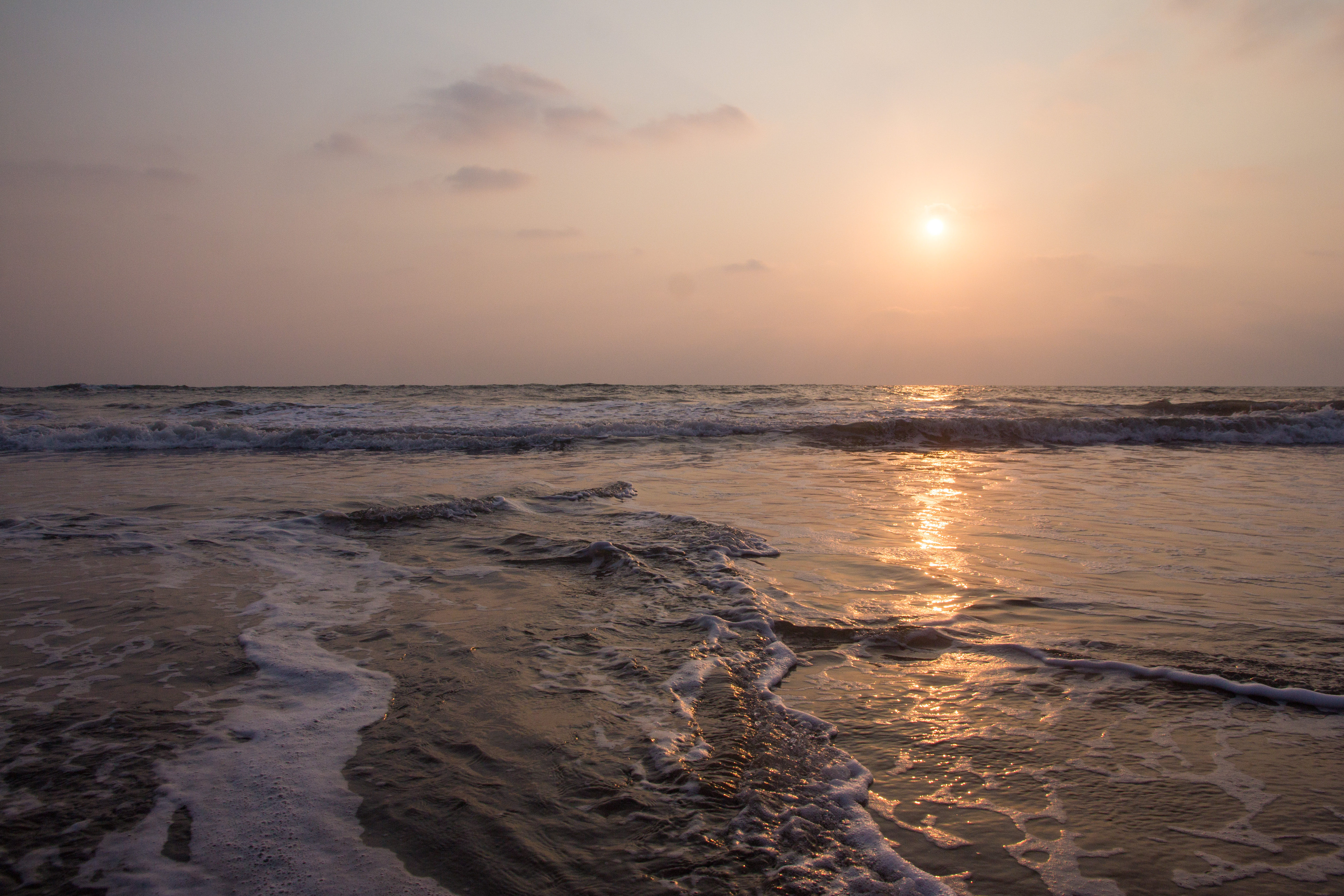
Spiaggia del Mar Arabico

Il Mar Arabico è stato solcato dagli uomini sin dai tempi più antichi, in quanto via di comunicazione privilegiata tra il Medio Oriente, l'Africa Orientale, l'India e l'Estremo Oriente. Navigato dalle popolazioni rivierasche, a cominciare dai Persiani fin dall'età achemenide e dalle popolazioni arabiche meridionali, che sfruttavano dalle coste dell'Oman il regime monsonico dei venti, il Mare Arabico fu esplorato sommariamente fin dall'età alessandrina ed ellenistica da navi greche, che in un'occasione fortuita, provocata da un'inattesa protratta tempesta, approdarono fino alle coste della lontana Serendippo (l'attuale Sri Lanka).
Anche i Romani lo percorsero, mettendo in fruttuoso collegamento le loro basi egiziane con le ricche regioni del sub-continente indiano. Portarono così sui mercati mediterranei la seta, gli ottimi acciai indiani, il suo argento e le sue pietre preziose, portando animali selvatici che, oltre a destare grande curiosità, furono usati abbondantemente nelle venationes nel circo.
Le conoscenze profonde del Mare Arabico rimasero però appannaggio delle popolazioni che su di esso si affacciavano e sull'arte di navigarlo una serie di ottimi trattati fu elaborata dal grande navigatore yemenita Aḥmad b. Mājid Muḥammad al-Saˁdī al-Jaddī al-Najdī che aiutò tra l'altro Vasco da Gama a tracciare le sue rotte in direzione dell'India dopo aver doppiato il Capo di Buona Speranza. Ancora oggi è solcato come nei tempi antichi dai sambuchi, le caratteristiche barche arabe. Tramite il Mar Arabico gli arabi penetrarono sulla costa orientale dell'Africa e sulle sue acque si svolse un lucroso commercio, specie quello degli schiavi africani, chiamati zanj.
Nel periodo delle grandi esplorazioni europee fu solcato dagli esploratori portoghesi alla ricerca della via dell'Oriente e poi dagli inglesi, francesi, spagnoli e olandesi. Con l'apertura del Canale di Suez, il mar Arabico si è trovato sulla rotta tra i porti europei del Mediterraneo e quelli asiatici. Oggi è uno dei mari più navigati del mondo in virtù della sua posizione strategica tra Asia, Africa ed Europa (tramite il Mar Rosso e quindi il Mediterraneo) e della sua importanza economica derivante dalle enormi riserve petrolifere mondiali, gestite dagli stati che si affacciano su di esso.

## Geografia
Il mar Arabico copre approssimativamente una superficie di 3686000 km² ed ha una profondità massima di 5 800 metri. Corrisponde alla porzione nord-occidentale dell'oceano Indiano, ed è delimitato ad oriente dalla costa occidentale della penisola indiana, a nord dalla costa pakistana e in parte da quella persiana, ad ovest dalla penisola arabica e a sud da una linea ideale che va dal capo Guardafui, la punta nord-est della Somalia, all'isola di Socotra e fino al Capo Comorin, punta meridionale della penisola del Deccan.
Il mar Arabico comunica tramite il golfo di Oman e lo stretto di Hormuz con il golfo Persico e tramite il golfo di Aden e lo stretto di Bab el-Mandeb con il Mar Rosso. Altri golfi importanti che fanno parte del mar Arabico sono quelli di Cambay e di Kutch in prossimità della costa nord-occidentale indiana.
Le isole principali che vi affiorano sono Socotra, prolungamento della costa africana, le isole Laccadive poste in prossimità alla costa sud-occidentale dell'India e le isole di Masirah e Kuria Muria poste in prossimità della costa dell'Oman.
I fiumi principali che vi sfociano sono l'Indo, il Narmada, il Tapti e il Mahi.
Le principali città che si affacciano sul mar Arabico sono Aden in Yemen; Mascate in Oman; Gwadar e Karachi in Pakistan; Mumbai, Mangalore, Calicut e Kochi (Cochin) in India.
Le coste sono per la maggior parte rocciose ed accidentate, ma non mancano buoni approdi naturali che hanno favorito la nascita di importanti porti (Aden, Mascate, Bandar Abbas, Karachi, Bombay, Cochin, Colombo ecc.).
Il clima è tropicale; la regione è interessata dai venti monsonici che la investono in maniera decrescente da est verso ovest.

## Galleria d'immagini

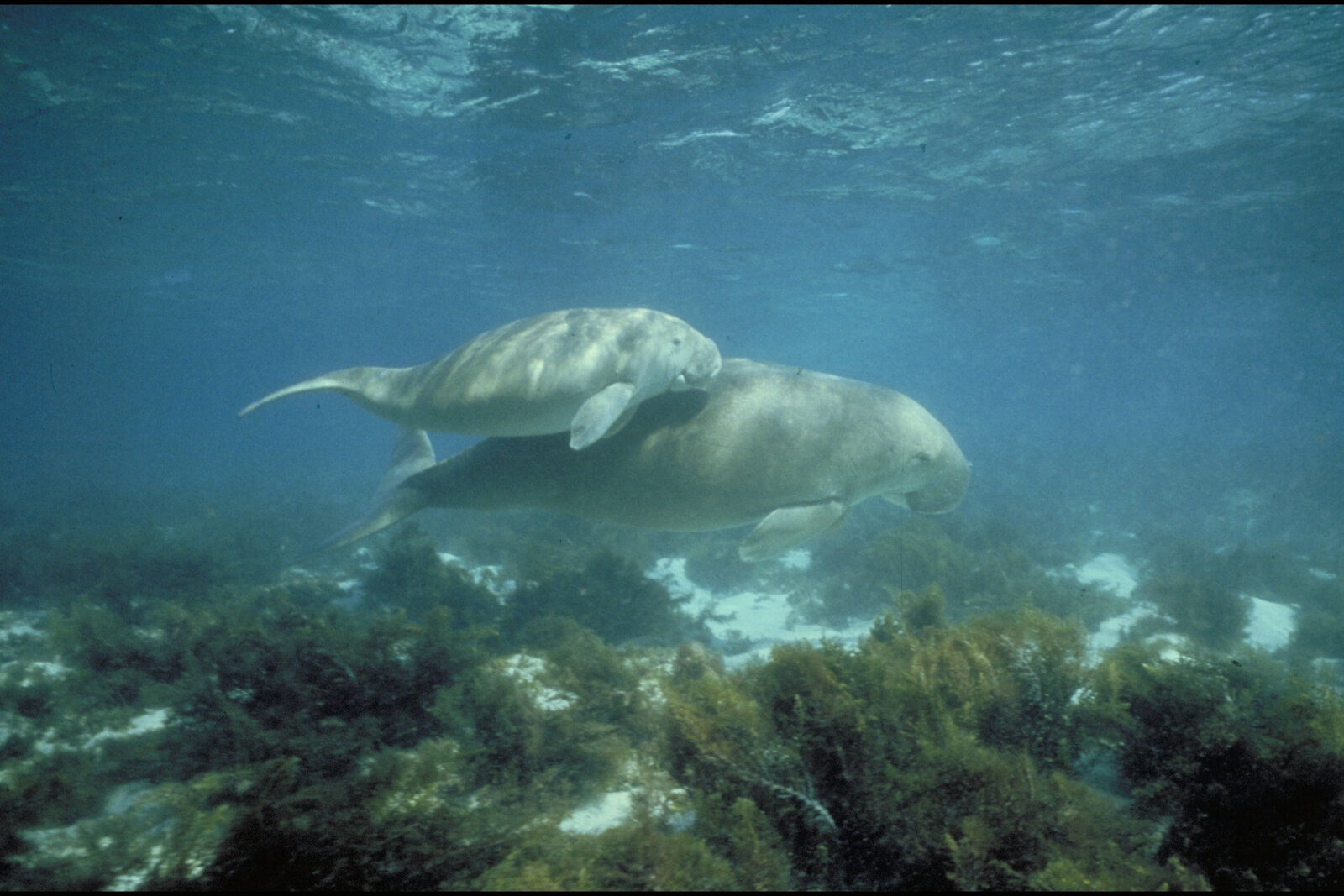
Madre Dugong con la sua figliolanza in acque superficiali
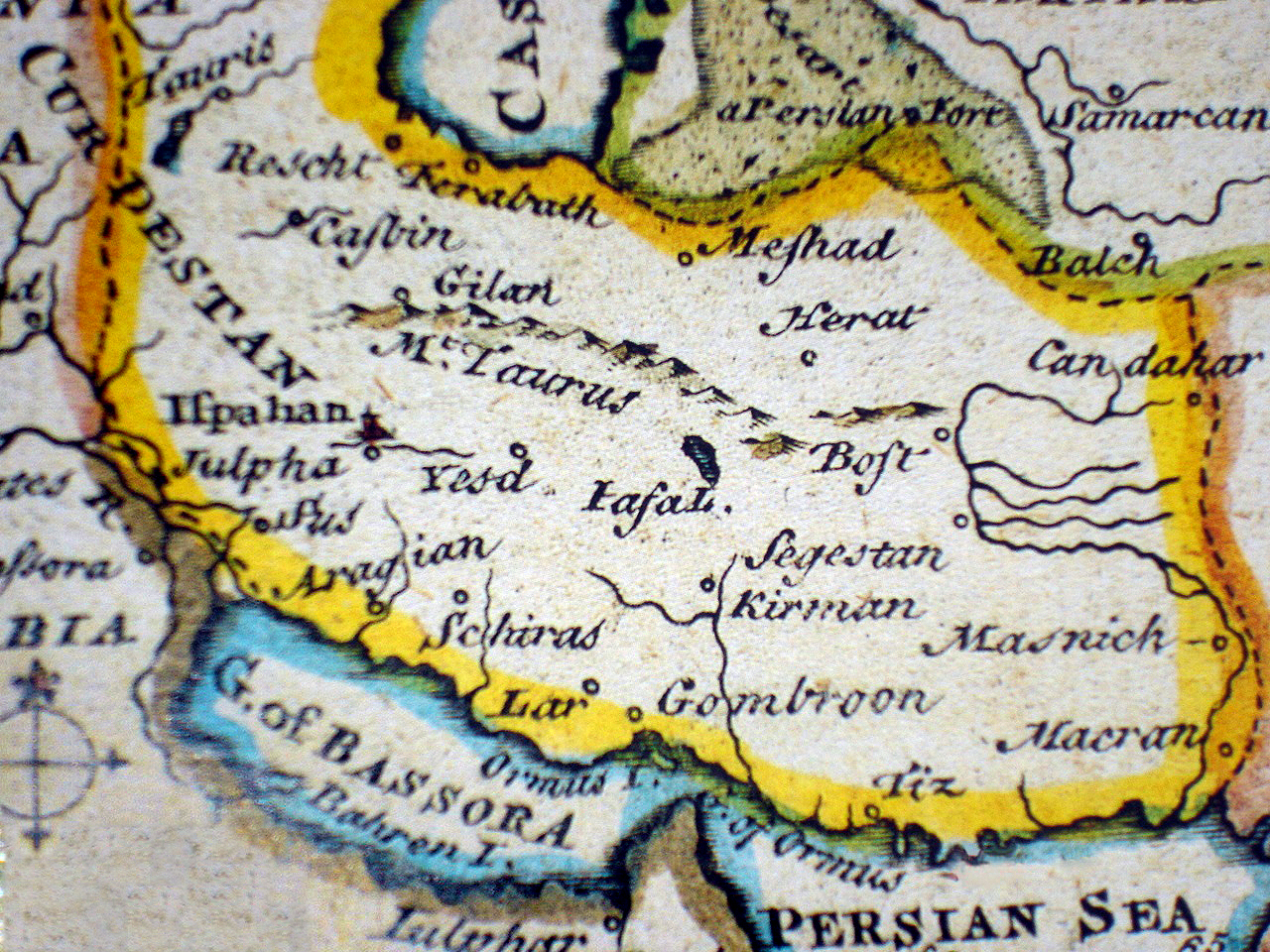
Mare di Bassora
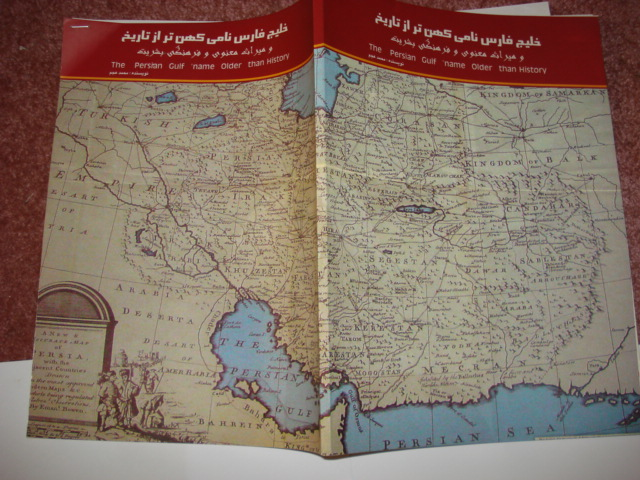
Carta di Mecran
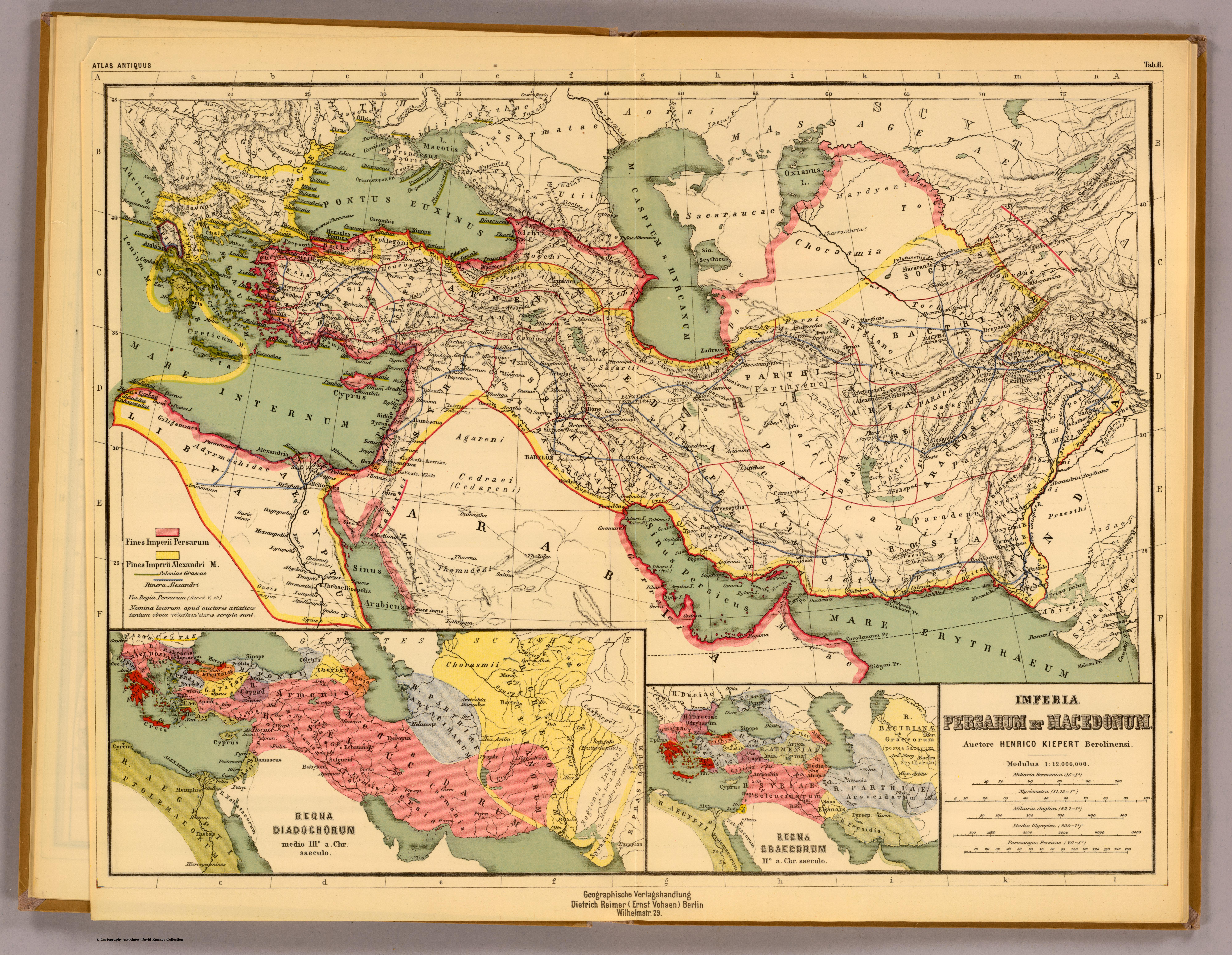
Heinrich, Mare Erythraeum, 1903
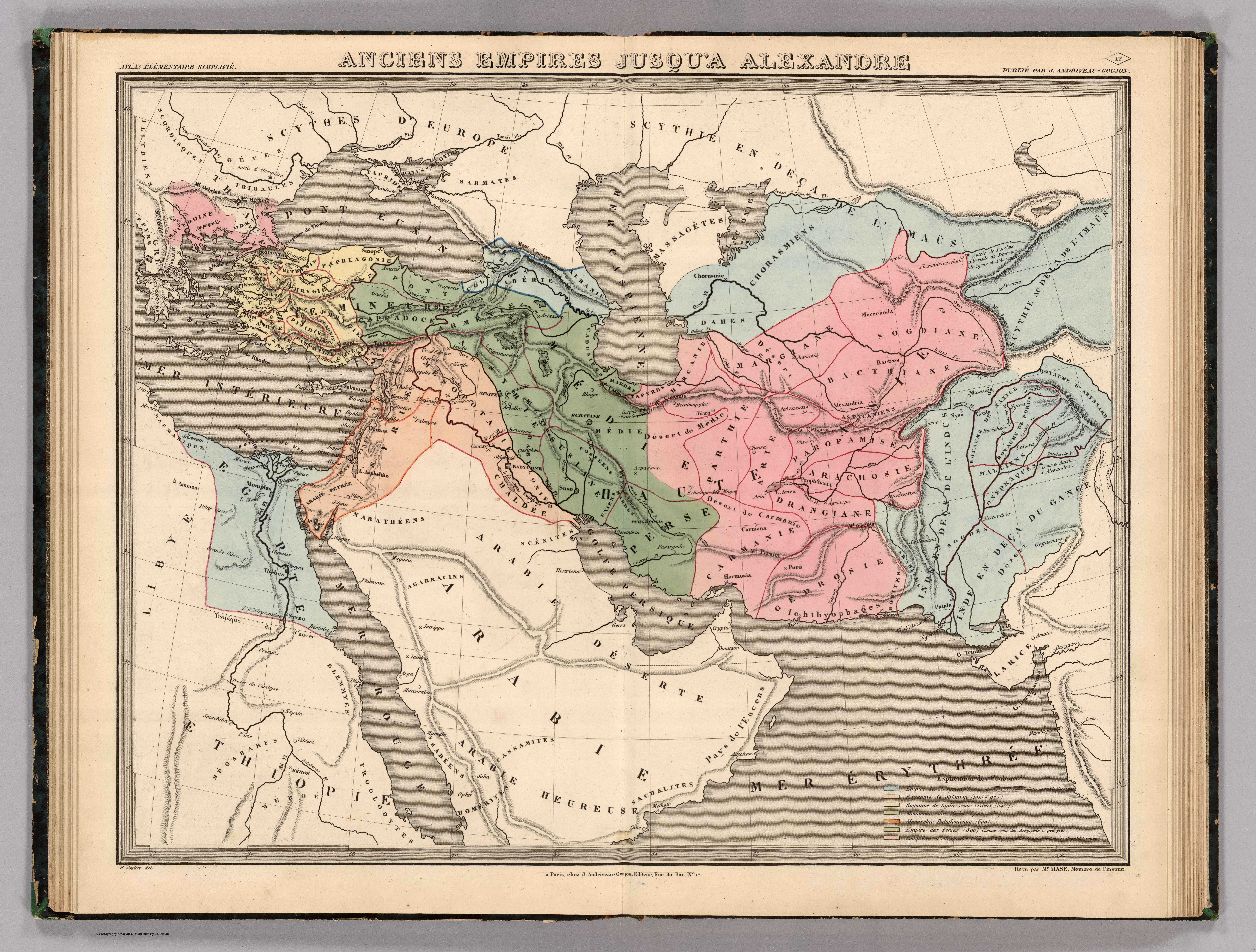
E. Soulier, Andriveau-Goujon, Mer Erythree, 1838
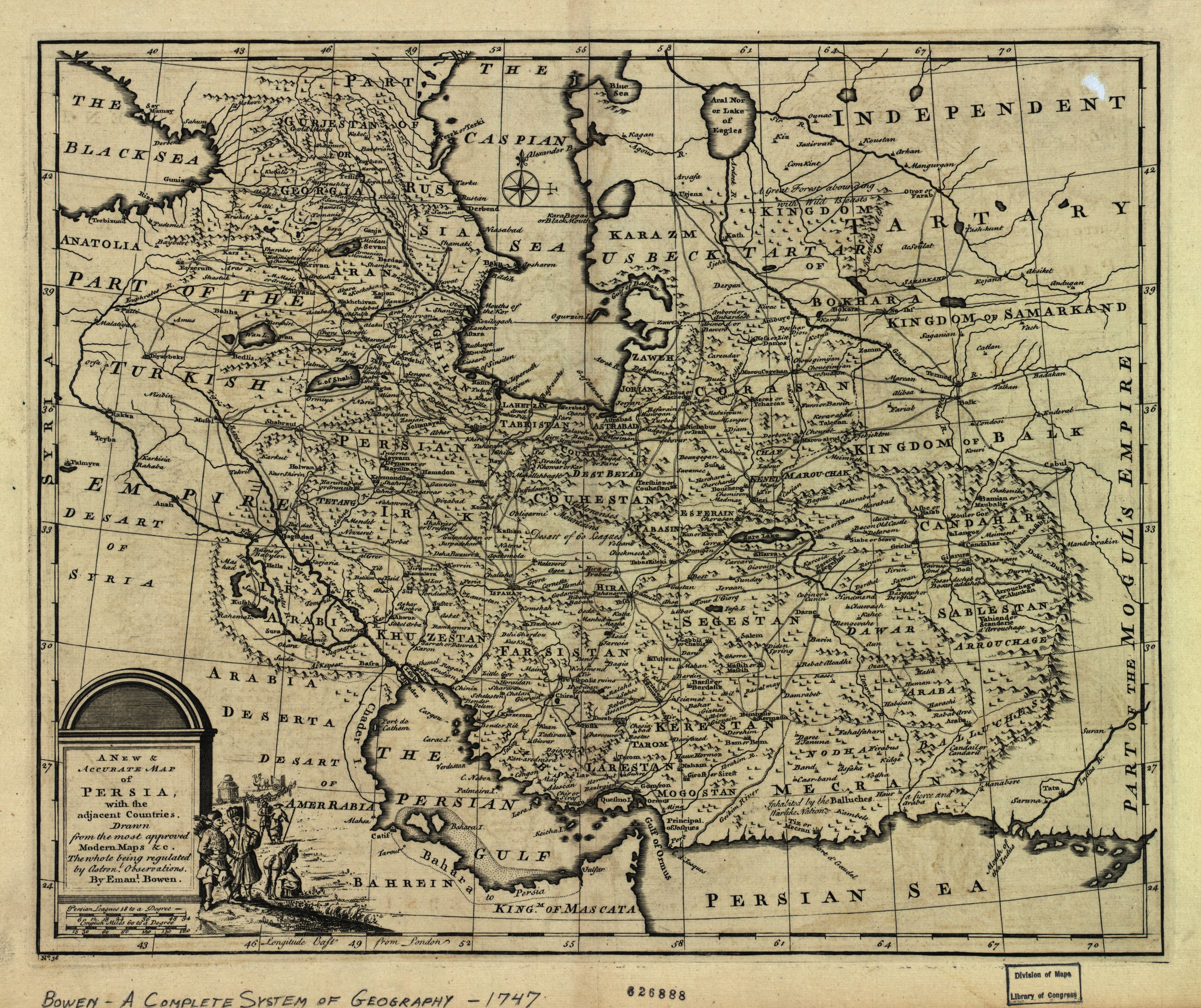
Mare persiano, 1747
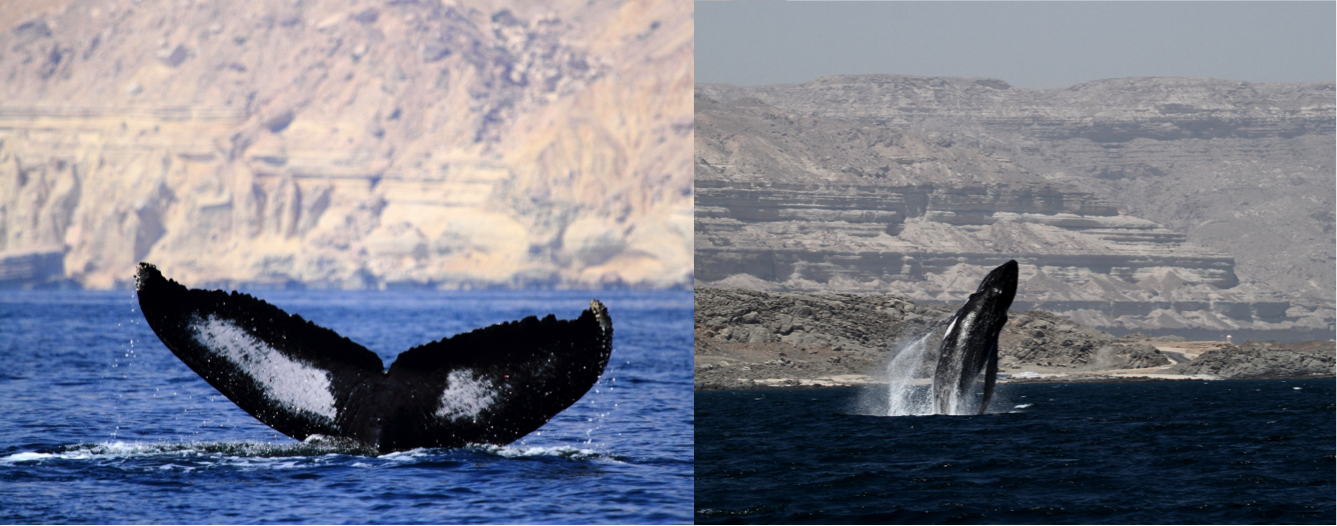
megattera in pericolo critico
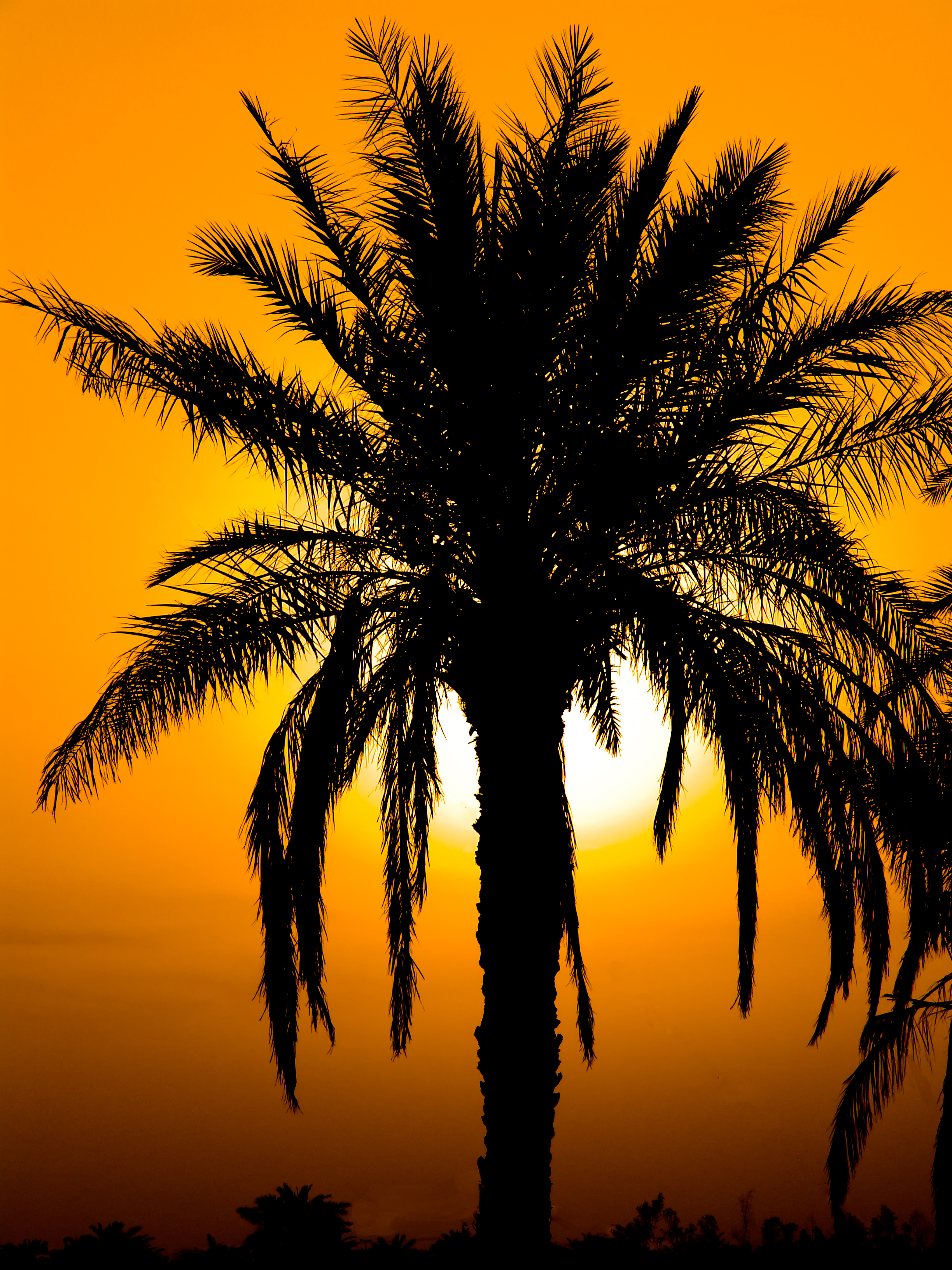
Palma